# Stazione di Anjinzuka
La stazione di Anjinzuka (安針塚駅) è una stazione ferroviaria giapponese di Yokosuka, città della prefettura di Kanagawa. È servita dalla linea principale delle Ferrovie Keikyū.

## Line
- Linea Keikyū principale

## Storia
- 1 aprile 1930 - aperta.
- 1 novembre 1941 - è diventata stazione ferroviaria elettrificata.
- 1 maggio 1942 - la stazione ebbe un Tokyo Express.
- 1 giugno 1948 - la stazione è diventata Keihin Electric Express.

## Struttura
La stazione è costituita da due marciapiedi laterali che possono accogliere treni fino a 6 carrozze.
| 1 | ●Linea Keikyū principale | per Yokosuka-Chūō, Uraga e Misakiguchi        |
| 2 | ●Linea Keikyū principale | per Yokohama,per Haneda Aeroporto,, Shinagawa |

## Stazioni adiacenti
| «                       | Servizio                                                  | »                       |
| Linea Keikyū principale | Linea Keikyū principale                                   | Linea Keikyū principale |
| ----------------------- | --------------------------------------------------------- | ----------------------- |
| Keikyū Taura            | Locale                                                    | Hemi                    |
| Transito                | Esp. Lim. Rapido verde Esp. Lim. Rapido viola Keikyū Wing | Transito                |

## Pagina ufficiale
1. ↑   Copia archiviata, su keikyu.co.jp. URL consultato il 9 dicembre 2018 (archiviato dall'url originale il 9 dicembre 2018).